# LK I
El Leichter Kampfwagen (automóvil ligero de combate, en alemán) o "LK I", fue un prototipo de tanque ligero alemán de la Primera Guerra Mundial diseñado para ser un tanque ligero barato, en comparación con los costosos tanques pesados que entraban en servicio en aquel entonces.
Este tanque no pasó de la etapa de prototipo antes del final de la guerra.

## Historia
El LK I fue diseñado por el jefe de diseño del Departamento de Vehículos de Motor del Ejército Joseph Vollmer. Estaba basado en un chasis de automóvil Daimler, empleando sus ejes para montar ruedas impulsoras y tensoras. Su diseño seguía el modelo automotriz, con un motor instalado al frente y un compartimiento de conducción detrás. Fue el primer vehículo blindado de combate alemán en ser equipado con una torreta, armada con una ametralladora MG 08 de 7,92 mm.
Se fabricaron solamente dos prototipos a mediados de 1918, pero no se ordenó ningún vehículo. Fue diseñado como un tanque de caballería experimental que dio origen al LK II.